# 皮埃尔·布列兹作品列表
本列表是法国作曲家皮埃尔·布列兹的作品列表。

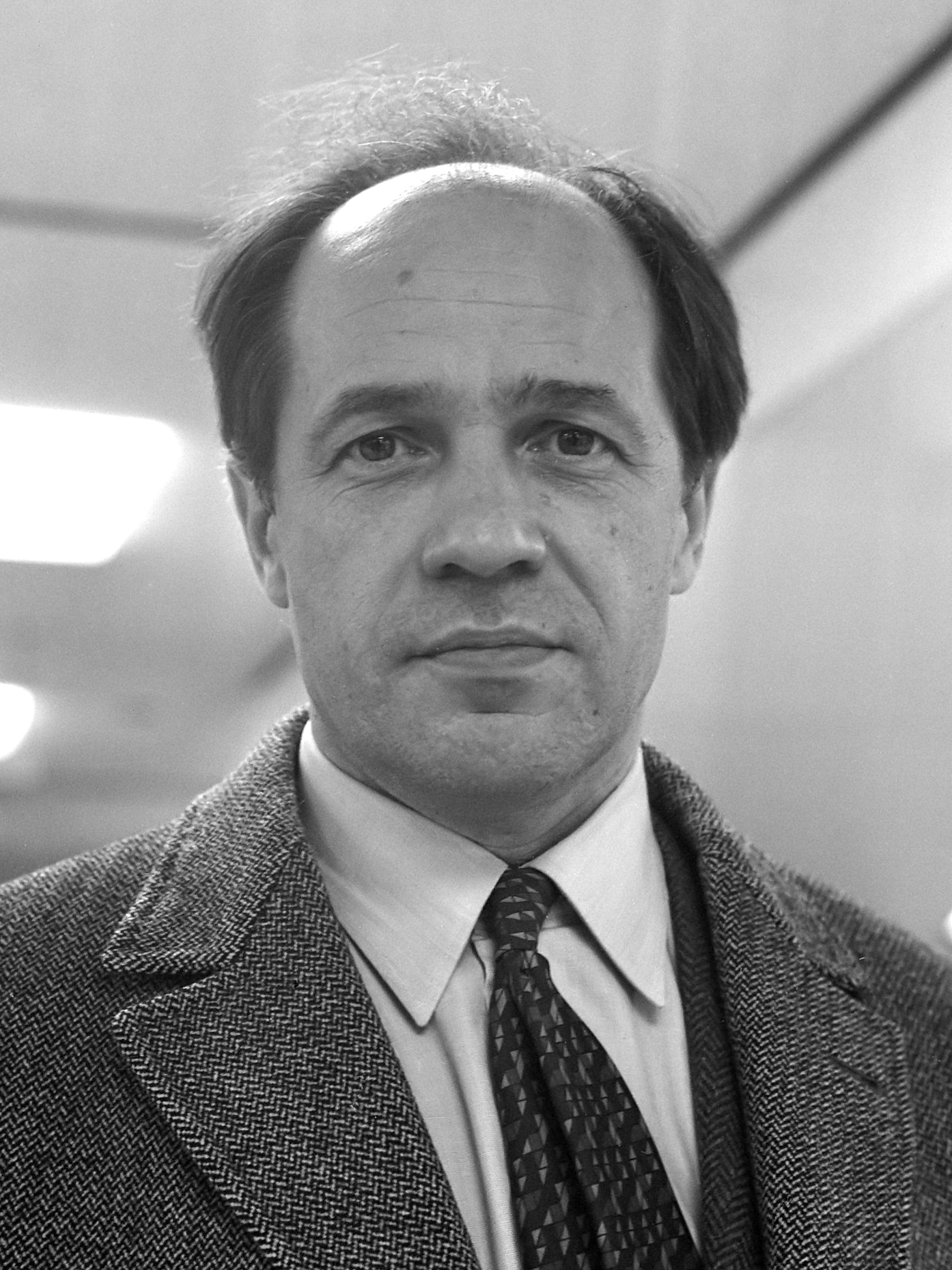
皮埃尔·布列兹在1968年。

- 夜曲，为钢琴独奏而作（1944–45），未发表
- Prélude, toccata et scherzo 为钢琴独奏而作（1944–45），未发表
- Trois Psalmodies 为钢琴而作（1945）；未发表，撤回
- Thème et variations 为钢琴左手而作（1945）；未发表
- Douze Notations 为钢琴独奏而作（1945）.
- Quatuor pour quatre ondes Martenot（Quartet for four ondes Martenot）（1945–46）, 未发表
- Onze Notations（1946）；Douze notations 中十一首曲子的室内乐改编，未发表
- Sonatine 为长笛与钢琴而作（1946；修订于1949）
- 第一钢琴奏鸣曲（1946；修订于1949）
- Le Visage nuptial for soprano, mezzo-soprano, chorus and orchestra（1946；修订于1951；修订于1988–89）
- Symphonie concertante for piano and orchestra（1947）；散佚
- 第二钢琴奏鸣曲（1948）
- 双钢琴奏鸣曲（1948）；revision of the quartet for Ondes Martenot；撤回
- Livre pour quatuor（1948，修订于2011–12）；two movements were reworked for string orchestra as Livre pour cordes（1968；修订于1989）
- Le Soleil des eaux for soprano, chorus and orchestra（1948；修订于1950；修订于1958；修订于1965）；歌词：René Char 诗歌两首
- Polyphonie X 为演奏组而作（1950–51）；撤回
- Deux Études, 具体音乐（1951–52）
- Structures I 为双钢琴而作（1951–52）
- Oubli signal lapidé 为12位独唱者而作（1952）；撤回
- Le Marteau sans maître 为女低音和六件乐器而作（1953–55；修订于1957）
- La Symphonie mécanique 为 Jean Mitry 的电影而作的具体音乐（1955）
- L'Orestie 为埃斯库罗斯的奥瑞斯特斯三部曲而作的配乐，为声乐与器乐演奏组而作（1955）
- Poésie pour pouvoir 为磁带与三个管弦乐团而作（1955/58）；撤回
- 第三钢琴奏鸣曲（1955–57/63）；未完成
- Strophes 为长笛而作（1957）；未完成
- Le Crépuscule de Yang Koueï-Fei musique concrète for the radiophonic play by Louise Fauré（1957）
- Pli selon pli 为女高音与管弦乐队而作（1957–58 名为 Improvisations sur Mallarmé I and II；完成于1959–62；修订于1983；修订于1989）
- Structures II 为两架钢琴而作（1961）
- Figures—Doubles—Prismes 为管弦乐队而作（1957–58名为Doubles；修订于1964；修订于1968）
- Éclat 为演奏组而作（1965）
- Éclat/multiples（1970）；在Éclat 后接上一首为更大型演奏组的加长作品；未完成
- Domaines 为单簧管独奏而作（1968）
- Domaines 为单簧管和六个演奏组而作（1968）
- Improvisé—pour le Dr. Kalmus 为长笛、单簧管、钢琴、小提琴和大提琴而作（1969；修订于2005）
- Cummings ist der Dichter 为合唱与演奏组而作（1970；修订于1986）
- "…explosante-fixe…" 为长笛、单簧管和小号而作（1971–72）；撤回
- "…explosante-fixe…" 为长笛、单簧管、小号、竖琴、颤音琴、小提琴、中提琴、大提琴和电子设备而作的新版本（1973–74）；withdrawn
- Rituel – in memoriam Bruno Maderna 为分为八个演奏组的管弦乐队而作（1974）
- Ainsi parla Zarathoustra 为声乐与演奏组而作的配乐（1974）
- Messagesquisse 为独奏大提琴与六把大提琴而作（1976）
- Notations I–IV 与 VII 为管弦乐队而作（1978–1984/1997）
- Répons for 为两架钢琴、竖琴、颤音琴、木琴、匈牙利扬琴、演奏组和即时电子设备而作（1980；修订与扩充于1982；修订和扩充于1984）
- Dérive 1 为六件乐器而作（1984）
- Dialogue de l'ombre double 为单簧管与电子设备而作（1985）
- Mémoriale（"…explosante-fixe…" originel） for flute and ensemble（1985）；an arrangement of the central section from "...explosante-fixe..."
- "…explosante-fixe…" 为颤音琴与电子设备而作的版本（1986）；撤回
- Initiale 为铜管演奏组而作（1987）
- Dérive 2 为十一件乐器而作（1988；修订于2002；扩充并完成于2006）
- Anthèmes 为小提琴独奏而作（1991；修订与扩充于1994）
- 为乔治·索尔蒂八十岁生日祝寿 为铜管与打击乐而作（1992）
- "…explosante-fixe…" 为独奏MIDI长笛、两支“阴影”长笛、室内乐团和电子设备而作（1991–93）；three of nine projected movements
- Incises 为钢琴独奏而作（1994；修订与扩充于2001）
- Dialogue de l'ombre double（transcribed for bassoon and electronics, 1985/1995）
- Anthèmes II 为小提琴与即时电子设备而作（1997）
- sur Incises 为三架钢琴，三架竖琴和三位打击乐手而作（1996–98）
- Une page d’éphéméride 为钢琴独奏而作（2005）
- Dialogue de l'ombre double（transcribed for recorder by Erik Bosgraaf, 2014）